# Rondanina
Rondanina là một đô thị ở tỉnh Genova thuộc vùng Liguria, nằm ở vị trí cách khoảng 30 km về phía đông bắc của Genova. Tại thời điểm ngày 31 tháng 12 năm 2004, đô thị này có dân số 83 người và diện tích là 12,7 km².
Đô thị Rondanina có các frazioni (đơn vị cấp dưới, chủ yếu là thôn làng) Giardino, Maiada, Fontanasse, Conio Avena, Retezzo, Gorreto di Ballini, và Costalunga.
Rondanina giáp các đô thị sau: Fascia, Montebruno, Propata, Torriglia.